# Torino-skalaen
Torino-skalaen er en skala, som bruges til kategorisering af nærjords-objekter (som fx asteroider eller kometer), efter kollisionsfaren.
Denne skala blev tiltænkt astronomer og offentligheden, for at vurdere alvoren af kollisionsforudsigelserne, ved at kombinere sandsynlighedsstatistikkerne med kendte kinetiske ødelæggelser, til en enkelt trusselskala. Palermo-skalaen er en lignende, men mere kompleks skala.

## Oversigt
Torino-skalaen har 10 trin. 0 gives til et objekt, som har en utrolig lille risiko for at kollidere med jorden, eller er for lille til at trænge igennem jordens atmosfære uden at brænde op. Trin 10 gives til et objekt, som helt sikkert vil kollidere med jorden, gennemtrænge jordens atmosfære, og skabe en global katastrofe.
Kun hele tal bruges i skalaen.
Et objekt får et 0 til 10 på Torino-skalaen, baseret på dets kollisionssandsynlighed, og dets kinetiske energi (i megaton TNT).

## Historie
Torino-skalaen blev udarbejdet af professor Richard P. Binzel i "Department of Earth, Atmospheric, and Planetary Sciences", på Massachusetts Institute of Technology (MIT). Den første version af skalaen, kaldet "A Near-Earth Object Hazard Index", blev præsenteret på FN's konference i 1995, og blev taget i brug af Binzel i de efterfølgende konferencer.
En revideret version af "Hazard Index" blev præsenteret i juni 1999, på en international konference om nærjords-objekter i Torino. De deltagende i konferencen stemte for at tage den reviderede version i brug, hvor de gav skalaen et nyt navn, "Torino-skalaen", som skulle vise, hvor hårdt de deltagende lande samarbejdede, og prøvede at forstå farerne ved nærdjords-objekter. 	
I 2005 blev en omformulering af skalaen offentliggjort, for nemmere at kunne forklare risiciene ved evt. nærdjords-objekter, for offentligheden.

## Skalaen
Torino-skalaen bruger en farveskala: hvid, grøn, gul, orange og rød. Hver farve har sin betydning:
| INGEN FARE (hvid)                          | INGEN FARE (hvid) |
| ------------------------------------------ | --- |
| 0.                                         | Ingen risiko for kollision, eller utrolig lille risiko. Omfatter også små objekter, som vil brænde op i jordens atmosfære, og små-meteorregn, som ikke vil gøre skade. |
| NÆSTEN INGEN FARE (grøn)                   | |
| 1.                                         | Omfatter objekter, som vil passere tæt på jorden, og ikke udgør stor risiko ved nedslag. Beregninger viser, at risikoen for nedslag er utrolig lille, og kræver ikke offentlig opmærksomhed eller bekymring. Nye observationer vil højst sandsynligt nedgradere objektet til trin 0.                                                                 |
| OPMÆRKSOMHED FRA ASTRONOMER PÅKRÆVES (gul) | |
| 2.                                         | En opdagelse, som kan blive baggrund for grundige beregninger af et objekt, som vil passere ret tæt på jorden. Mens astronomerne beregner data, er der ingen grund til offentlig opmærksomhed eller bekymring, eftersom en kollision med jorden er meget usandsynlig. Nye observationer vil højst sandsynligt nedgradere objektet til trin 0.        |
| 3.                                         | Et objekt som vil passere tæt på jorden, og kræver opmærksomhed fra astronomer. Nuværende beregninger giver 1%, eller mere, risiko for kollision med lokale ødelæggelser. Nye observationer vil højst sandsynligt nedgradere objektet til trin 0. Offentlig bekymring og opmærksomhed påkræves, hvis objektet vil passere jorden i løbet af et årti. |
| 4.                                         | Et objekt, som vil passere tæt på jorden, og kræver opmærksomhed fra astronomerne. Nuværende beregninger giver 1%, eller mere, risiko for kollision med regionale ødelæggelser. Nye observationer vil muligvis nedgradere objektet til trin 0. Offentlig bekymring og opmærksomhed påkræves, hvis objektet vil passere jorden i løbet af et årti.    |
| TRUENDE (orange)                           | |
| 5.                                         | Et objekt, som vil passere tæt på jorden med stor sandsynlighed for kollision, men vil højst sandsynligt ikke skabe regionale ødelæggelser. Kritisk opmærksomhed fra astronomer påkræves, for at afgøre om kollision vil finde sted eller ej. Hvis objektet vil passere jorden i løbet af et årti, rådes statslig beredskabsplanlægning.             |
| 6.                                         | Et objekt, som vil passere tæt på jorden med stor sandsynlighed for kollision, men vil højst sandsynligt ikke skabe globale ødelæggelser. Kritisk opmærksomhed fra astronomer påkræves, for at afgøre om kollision vil finde sted eller ej. Hvis objektet vil passere jorden i løbet af tre årtier, rådes statslig beredskabsplanlægning.            |
| 7.                                         | Et objekt, som vil passere meget tæt på jorden med stor sandsynlighed for kollision, og vil, hvis den vil passere jorden i løbet af et århundrede, skabe stor risiko for globale ødelæggelser. For sådan en trussel rådes international beredskabsplanglægning. Særligt for at afgøre om en kollision vil finde sted.                                |
| SIKKER KOLLISION (rød)                     | |
| 8.                                         | Kollision er sikker, med lokale ødelæggelser ved nedslag på land, eller mulighed for tsunamibølger ved nedslag på vand. Disse nedslag sker i gennemsnit hver 50. til adskillige tusinder år. |
| 9.                                         | Kollision er sikker, med regionale ødelæggelser ved nedslag på land, eller mulighed for store tsunamibølger ved nedslag på vand. Disse nedslag sker i gennemsnit hver 10.000 til 100.000 år. |
| 10.                                        | Kollision er sikker, og kan forårsage globale klimakatastrofer, der kan true den fremtidige civilisation, som vi kender den i dag, uanset om nedslaget er til lands eller til vands. Disse nedslag sker i gennemsnit hver 100.000 år, eller sjældnere.                                                                                               |

## Objekter med høje Torino-skala-værdier
99942 Apophis har i øjeblikket rekorden for at komme højest op på Torino-skalaen. 99942 Apophis er en 400 meters nærjords-asteroide, som senere blev degraderet til 0. Den 23. december 2004, har NASA's Near Earth Object Program Office meddelt Arkiveret 18. august 2007 hos  Wayback Machine, at Apophis var det første nærjords-objekt til at nå trin 2 på Torino-skalaen. Apophis' Torino-skala-værdi er senere steget til 4. Apophis forventes at passere tæt ved jorden fredag den 13. april 2029, men med ingen risiko for kollision. Apophis' bane vil ændres en smule i 2026 på grund af jordens tyngdekraft. Hvis Apophis i 2026 rammer en af jordens kunstige satellitter, vil den måske komme på kollisionskurs med jorden i 2036.
Før Apophis, har ingen nærjords-objekt haft en Torino-skala-værdi, som var højere end 1. I februar 2006, har (144898) 2004 VD17 fået 2 på Torino-skalaen, på grund af mulig passage ved jorden i 2102. (144898) 2004 VD17 er det andet nærjords-objekt, der har fået en Torino-skala-værdi på over 1. Senere blev (144898) 2004 VD17 dog nedgraderet til 0.
2007 VK184 er det andet objekt, som har fået 1 på Torino-skalaen. 2007 VK184 blev opdaget den 12. november 2007, af Catalina Sky Survey. Ifølge listen over nærjords-objekter, har 95 observatorier på over 35 dage i 2007 fundet frem til, at risikoen for at VK184 rammer jorden i juni 2048 er 1 ud af 31.300. 2007 VK184 har en anslået diameter på 130 meter, og flyver med en hastighed på 15,63 km/s hen til jorden.
2008 AF4 er endnu et objekt med 1 på Torino-skalaen. Risikoen for at den rammer jorden i 2096, 2099, eller 2100 er 1 ud af 909.000. Den blev degraderet til 0 den 14. februar 2008. 
2024 YR4 er en nærjordsasteroide som per 7. februar 2025 har en Torino-skala-værdi på 3, på grund af en 2.3 % risiko for kollision den 22. december 2032.
På grund af overdreven pressedækning af f.eks. 2003 QQ47, har astronomerne omformuleret Torino-skalaen. Omformuleringerne trådte i kraft i 2005. Det er også blevet foreslået at udfase skalaen helt, til fordel for skalaer, der meget sjældnere udløser falske alarmer, og reducerer offentlighedens tillid til de ægte. Et foreslået alternativ var Palermo-skalaen.
Asteroider med over 1 på Torino-skalaen er sjældne, og bliver ofte degraderet til trin 0 efter grundige observationer.